# Fabián Rincón
Fabián Rincón Cano (México Distrito Federal, 12 de octubre de 1972) es un productor de discos de nacionalidad española, es ingeniero de sonido y mánager de artistas. Es ganador del Premio Latin Grammy.

## Biografía
Graduado de la carrera oficial de piano y contrabajo en el Real Conservatorio de Música de San Lorenzo del Escorial. Es profesor en la School of Audio Engineering SAE Institute Campus Ciudad de México en la materia de Compañías Discográficas.
Fabián Rincón es hijo del productor y arreglista Chucho Rincón.
| Año  | Artista                                                         | Premio             | Categoría                        | Resultado | Participación          | Ref. |
| ---- | --------------------------------------------------------------- | ------------------ | -------------------------------- | --------- | ---------------------- | ---- |
| 2010 | Alejandro Fernández - Dos Mundos Tradición                      | Grammy Latino      | Mejor Álbum de Música Ranchera   | Nominado  | Ingeniero de Grabación | 2    |
| 2011 | Yuridia - Ya Te Olvidé                                          | AMPROFON           | doble disco de platino           | Ganador   | Director-Productor     | 3    |
| 2013 | Vicente Fernández - Cuando Manda El Corazón, Amor Bravío        | Premios TVyNovelas | Mejor tema musical               | Nominado  | Productor              | 4    |
| 2014 | La Sonora Santanera - Grandes Éxitos de Las Sonoras             | Grammy Latino      | Mejor Álbum Tropical Tradicional | Ganador   | Productor- Ingeniero   | 5    |
| 2015 | Diego Verdaguer - Para Que Nunca Llores                         | Grammy Latino      | Mejor Canción Regional Mexicana  | Nominado  | Productor              | 6    |
| 2015 | Diego Verdaguer - Mexicano Hasta Las Pampas II                  | Grammy Latino      | Mejor Álbum de Música Ranchera   | Nominado  | Productor- Ingeniero   | 7    |
| 2016 | La Sonora Santanera - La Fiesta Continúa                        | AMPROFON           | 3 disco Oro + 2 discos Platino   | Ganador   | Productor- Ingeniero   | 8    |
| 2016 | Marian y Mariel - Vulnerable a Ti                               | Grammy Latino      | Mejor Álbum de Música Tejana     | Nominado  | Productor- Ingeniero   | 9    |
| 2017 | Santiago Arroyo - Sentimiento Emborrachado                      | Grammy Latino      | Mejor Canción Regional Mexicana  | Nominado  | Productor              | 10   |
| 2019 | Bertín Osborne - Yo Debí Enamorarme De Tu Madre                 | Promusicae         | Disco de Oro (España)            | Ganador   | Productor- Ingeniero   | 11   |
| 2019 | Buyuchek y La Abuela Imma Silva - Las Canciones de La Abuela    | Grammy Latino      | Mejor Álbum de Música Norteña    | Nominado  | Manager                | 12   |
| 2020 | Buyuchek y La Abuela Irma Silva - De Terán Para El Mundo        | Grammy Latino      | Mejor Álbum de Música Norteña    | Nominado  | Productor              | 13   |
| 2021 | Nora González - #Charamillennial Lady                           | Grammy Latino      | Mejor Álbum de Ranchero Mariachi | Nominado  | Productor- Ingeniero   | 14   |
| 2021 | Nora González, Lupita Infante - Cicatrices                      | Grammy Latino      | Mejor Canción Regional Mexicana  | Nominado  | Productor              | 15   |
| 2021 | María Toledo - El Rey "Bromeo Versión Mariachi"                 | Grammy Latino      | Mejor Álbum de Música Flamenca   | Nominado  | Coproductor            | 16   |
| 2022 | Majo Aguilar - Mi Herencia, Mi Sangre                           | Grammy Latino      | Mejor Álbum de Ranchero Mariachi | Nominado  | Productor              | 17   |
| 2023 | Majo Aguilar - No Voy A Llorar                                  | AMPROFON           | Disco de Oro                     | Ganador   | Productor- Ingeniero   |      |
| 2023 | La Sonora Santanera - Tour En Vivo Sinfónico Auditorio Nacional | Grammy Latino      | Mejor Álbum Tropical Tradicional | Nominado  | Coproductor            | 18   |
| 2023 | La Abuela Irma Silva - Family & Friends                         | Grammy Latino      | Mejor Álbum de Música Norteña    | Nominado  | Productor              | 19   |
| 2023 | Majo Aguilar - Se Canta Con El Corazón                          | Grammy Latino      | Mejor Álbum de Ranchero Mariachi | Nominado  | Productor              | 20   |

Espectáculos
Fue presentador en la 24th Annual Latin Grammy Awards, fue productor de la actuación musical de Majo Aguilar en la entrega Premiere que tuvo lugar el 16 de noviembre de 2023 en el Palacio de Congresos y Exposiciones de Sevilla FIBES, en España.  